# Государственный архив Хмельницкой области
Государственный архив Хмельницкой области — основное архивное учреждение Хмельницкой области.

## История
Изменение названия архива:
- Каменецкое уездное архивное управление (1922—1923)
- Каменецкое окружное архивное управление (1923—1930)
- Местное архивное управление (1930—1932)
- Каменец-Подольский государственный исторический архив (1932—1933)
- Областной исторический архив (1933—1937)
- Каменец-Подольский областной государственный архив (1937—1941)
- Государственный архив Каменец-Подольской области (в г. Каменец-Подольский) (1941—1954)
- Государственный архив Хмельницкой области (в г. Каменец-Подольский) (1954—1958)
- Хмельницкий областной государственный архив (в г. Каменец-Подольский) (1958—1980)
- Государственный архив Хмельницкой области (в г. Каменец-Подольский) (1980—1990)
- Государственный архив Хмельницкой области (в г. Хмельницкий) (с апреля 1990 года)

В 2003 году в связи с остановкой деятельности Каменец-Подольского городского архива (сгорел) в Государственный архив Хмельницкой области перемещены все документы Национального архивного фонда, хранящихся в Каменце-Подольском.
Формирование архивов на Подолье началось в апреле 1922 года с создания в Каменце-Подольском уездного архивного управления. С 1932 года архивные управления реорганизованы в государственные исторические архивы. Каменец-Подольское архивное управление переименовано в Каменец-Подольский государственный исторический архив.
В 1937 году в связи с образованием Каменец-Подольской области исторический архив стал Каменец-Подольский областным государственным архивом. В 1954 году Каменец-Подольская область переименована в Хмельницкую и соответственно Госархив Каменец-Подольской области стал Госархивом Хмельницкой области.
До 1990 году областной архив находился в городе Каменце-Подольский, а сейчас в Хмельницком. В 1991 году в Госархив области переданы фонды бывшего партийного архива Хмельницкого обкома КПУ.

## Фонд
В архиве Хмельницкой области находятся:
- 8 065 единиц фондов, 9308 личных дела за 1717—2008 годы;
- 258 единиц научно-технической документации за 1967—1990 годы;
- 8 единиц кинодокументов за 1944—1993 годы;
- 36 173 единиц фотодокументов за 1917—2008 годы;
- 145 единиц фонодокументов за 1957—2008 годы;
- 61 единиц видеодокументов за 1990, 1993, 1996—2007 годы.

В архиве находятся Камянец-Подольського архива находилось 863 фонда, 668 518 личных дела за 1795—1999 годы.